# Литературное обозрение
«Литературное обозрение» — литературно-критический и библиографический журнал СССР и России, выходивший в 1936—1941 и 1973—2000 годах.

## История
В 1936—1941 годах выходил как журнал рекомендованной библиографии художественной литературы; издавался при журнале «Литературный критик». В 1936—1941 годах выходил два раза в месяц (по 24 номера в год), в 1941 вышло 12 номеров с января по август.
Возобновлён в 1973 году как орган Союза писателей СССР в связи с Постановлением ЦК КПСС «О литературно-художественной критике» (1972) : «...в целях дальнейшего улучшения критико-библиографического дела и пропаганды художественной литературы». 
Был рассчитан на широкий круг читателей. Как отмечает Большая советская энциклопедия в качестве главной задачи ставилось «систематическое освещение текущего литературного процесса в стране, рецензирует новинки многонациональной советской литературы, а также произведений зарубежных писателей, издающиеся в СССР». Постепенно стал самым серьёзным органом, где печаталась литературная критика. В числе постоянных разделов журнала были следующие — «Литература и читатели», «Обзоры», «Рецензии», «Слово писателя» и др.
Закрылся в 2000 году из-за отсутствия финансирования. В 2001 году был ненадолго возобновлён под названием «Старое литературное обозрение» (вышло два номера).

### Главные редакторы
- 1973—1977 — Юрий Суровцев.
- 1977—1997 — Леонард Лавлинский.
- 1997—2000, 2001 — Виктор Куллэ.

## Сотрудники
Сотрудниками журнала в разное время были:
- Л. А. Аннинский
- Л. В. Бахнов
- Т. Г. Михайловская
- С. П. Костырко
- А. С. Немзер
- В. И. Новиков
- В. Д. Оскоцкий
- В. М. Пискунов
- И. Д. Прохорова
- А. М. Ранчин
- Н. Д. Старосельская
- М. И. Старуш
- В. Н. Хмара
- Е. В. Хомутова
- Е. А. Шкловский
- Е. Д. Шубина